# Bosc nacional El Yunque
El Bosc Nacional El Yunque (abans anomenat Bosc Nacional del Carib) és un parc nacional localitzat a Puerto Rico i és l'únic bosc plujós tropical en el sistema nacional de boscos dels Estats Units.
El seu nom és una adaptació a l'espanyol de la paraula d'origen taïno Yu-Ke que significa "Terra blanca". És un dels llocs coneguts més plujosos del món. És també un lloc turístic, molt visitat, admirat i protegit pels ciutadans de l'illa.
El Yunque és un bosc pluvial semitropical de temperatures fresques, localitzat en la Serra de Luquillo a l'est de Puerto Rico i comprèn 113,32 km². Encara que no és el punt més alt en l'arxipèlag porto-riqueny, se'l pot observar a llarga distància. El Centre de Visitants, "El Portal", està localitzat en l'entrada del bosc, en la carretera 191, km. 9,2. Hi ha una sala d'exposicions i un teatre i és el punt d'inici dels recorreguts guiats pel bosc.
El Bosc va ser fundat pel Rei Alfons XII d'Espanya el 1876, només 4 anys després de la creació del parc nacional de Yellowstone.

## Flora i fauna
La vegetació d'El Yunque és molt variada. Aquest alberga al voltant de 240 espècies d'arbres i en realitat es podria parlar de 4 tipus de bosc diferents, cadascun determinat per la seva altitud. El pic més alt del bosc, el Toro, arriba als 1.076 m d'elevació i està cobert de selva nebulosa. A més, El Yunque compta amb una gran varietat de plantes úniques en el seu tipus en posseir més de 20 tipus d'orquídies a més de diferents classes de fongs Psilocybe guilartensis.

## Excursionisme
Actualment existeixen 39 quilòmetres de camins recreatius i 19 quilòmetres de vies de servei. Tots ells estan reservats pel senderisme i el pas a cavall, bicicleta o vehicles motoritzats estan prohibits. Moltes àrees del bosc estan especialment protegits i no s'hi han demarcat camins, per protegir el bosc primari i la vegetació sensible, treballar en la recuperació d'espècies en perill d'extinció i per protegir àrees naturals de recerca científica.
Les torres Yokahu, amb 480 metres, i Monte Britton, situat a 937 metres, són destacats punts d'observació. Construïdes en pedra en els anys 1930, tenen 20,7 m d'altura i des del cim s'albira un gran panorama de la costa nord-est de Puerto Rico, l'oceà Atlàntic i una porció de la serralada central on se situa gran part del bosc pluvial. La torre Monte Britton ofereix a més unes vistes panoràmiques impressionants en què en un dia clar es poden veure les illes Culebra, Vieques, Saint Thomas i Tórtola en la mar Carib. El Yunque es pot explorar per compte propi o amb excursions guiades.

## El Portal
Inaugurat el 1996, El Portal d'El Yunque va ser dissenyat per l'arquitecte porto-riqueny Segundo Cardona, com a centre de visitants que oferís una introducció a la bellesa del bosc tropical. Un pas penjant a 18 metres d'alçada ofereix als turistes una vista per sobre de les copes dels arbres. Un altre camí serpenteja al voltant dels troncs i bases dels arbres. Les exhibicions en El Portal se centren en la flora i fauna del bosc pluvial, la importància dels mateixos al voltant del planeta, les amenaces als quals són susceptibles i els esforços fets per a protegir-los.